# Bad Old Songs
Bad Old Songs – czwarty album studyjny klezmerskiej grupy Daniel Kahn & The Painted Bird, wydany w 2012 roku. Poza utworami autorskimi Daniela Kahna zawiera on m.in. cover piosenki Story of Isaac Leonarda Cohena oraz adaptację Die alten bösen Lieder autorstwa XIX-wiecznego niemieckiego poety Heinricha Heinego.
Utwór Good Old Bad Old Days był dostępny za darmo w formacie mp3 już ponad rok przed wydaniem płyty.

## Lista utworów
| 1.  | "A meydl from Berlin / I Loved a Girl from Berlin"                         | 3:58  |
|     | - muzyka i słowa: trad. - angielski: Daniel Kahn                           |       |
| 2.  | "Love Lays Low"                                                            | 3:05  |
|     | - muzyka i słowa: Daniel Kahn                                              |       |
| 3.  | "Good Old Bad Old Days"                                                    | 5:40  |
|     | - muzyka i słowa: Daniel Kahn                                              |       |
| 4.  | "Die alten Lieder / Die alte lider / The Old Songs"                        | 3:32  |
|     | - muzyka i słowa: Franz Josef Degenhardt - jidysz i angielski: Daniel Kahn |       |
| 5.  | "Groys dasad"                                                              | 3:49  |
|     | - muzyka i słowa: trad.                                                    |       |
| 6.  | "Story of Isaac"                                                           | 3:38  |
|     | - muzyka i słowa: Leonard Cohen                                            |       |
| 7.  | "Godbrother"                                                               | 3:45  |
|     | - muzyka i słowa: Daniel Kahn                                              |       |
| 8.  | "The Merriage Hearse" / "Umet umetum"                                      | 5:28  |
|     | - muzyka: Jake Shulman-Ment, Michael Winograd - słowa: Daniel Kahn         |       |
| 9.  | "Die alten bösen Lieder"                                                   | 4:03  |
|     | - muzyka: Robert Schumann - słowa: Heinrich Heine                          |       |
| 10. | "Olaria olara"                                                             | 2:40  |
|     | - muzyka i słowa: Dionysis Savvopoulos - angielski: Daniel Kahn            |       |
|     |                                                                            | 39:38 |
|     |                                                                            |       |

## Zespół
- Daniel Kahn – głos, akordeon, gitara, pianino, organy, ukulele
- Jake Shulman-Ment – skrzypce
- Michael Tuttle – kontrabas
- Hampus Melin – perkusja